# 若杉凩
若杉 凩（わかすぎ こがらし）は、日本の女優である。
愛知県一宮市出身。砂岡事務所所属。

## 出演

### 映画
- アイスと雨音（2018年3月3日） - 実森 役
- デッドエンドの思い出（2019年2月16日） - チェン 役
- 暁闇（2019年7月20日） - トモコ 役[1]
- DANI DANI（2018年制作） - 主演・少女B 役[注 1][2]
- ジオラマボーイ・パノラマガール（2020年11月6日） - マル 役[3]
- MINAMATA-ミナマタ-（2021年9月23日） - アキコ 役
- スウィート・ビター・キャンディ（2022年7月15日） - カズヤ 役[4]
- ミューズは溺れない（2022年9月30日） - 西原光 役[5]
- ぬいぐるみとしゃべる人はやさしい（2023年春公開予定） - 西村 役[6]

### 短編映画
- ドレスはあなたを今日一番の的に向かわせる（2018年） - 主演・相馬ケイ 役
- ファミマを曲がれば私のおうち（2019年） - 富沢真希 役
- 入れ替わり立ち替わり（2019年） - 中身は男性教師の自殺した女子高生 役

### テレビドラマ
- ピーナッツバターサンドウィッチ（2020年、MBS） - 金子慎の彼女 役
- シンギュラリTV2043（2020年11月7日・14日、BSフジ） - アンドロイドのテレビスタッフ 役

### 配信ドラマ
- THE LONGHAIR SEVEN（2021年） - 竜侍の幼馴染 役[7]

### MV
- 花柄ランタン「まなつのまじっく」（2016年）
- 上北健「笑って咲いて」（2017年）
- 大森靖子「サイレントマジョリティー」（2018年）
- Maison book girl「十六歳」（2018年）
- JY「星が降る前に」（2018年）
- 乃木坂46 伊藤理々杏 ショートムービー「鏡の中の十三才」（2018年） - 美紀 役
- 宇多田ヒカル「初恋」（2018年） - 少年 役
- リーガルリリー「僕のリリー」（2018年）
- Frasco × ケンモチヒデフミ「U.N.K.O.」（2019年）
- 白羽「ホワイト・アウト」（2019年）
- ATEMEL「Blue」（2020年）[8]
- Chaton on the Note「壊れた路地裏」（2020年）
- ammo「不気味ちゃん」（2022年）
- 泣き虫☔︎「アオイロリムーブ。」（2022年）

### 雑誌
- Quick Japan vol.135「幕間」 - エッセイ

### CM
- セブンイレブン「つながる笑顔」篇（2022年）

### 広告
- うんこミュージアム YOKOHAMA/TOKYO（2019年） - キービジュアルモデル
- 伊勢丹「イセタンユカタ 2021 "NEW SUMMER PIECE"」（2021年） - キービジュアルモデル

## 受賞歴
- ミスiD2017 キャッチコピー賞
- 第15回 田辺・弁慶映画祭 俳優賞（『ミューズは溺れない』）